# Alpamayo
Alpamayo – szczyt w Andach w Kordylierze Białej o wysokości 5947 m n.p.m., słynący ze swej pięknej, dwustumetrowej wysokości ściany. Na wystawie fotograficznej w Monachium w 1966 roku nazwany „Najpiękniejszą górą świata”.